# Change of Pace
『Change of Pace』（チェンジ・オブ・ペース）は、前田亘輝の4枚目のオリジナル・アルバム。1990年12月21日にCBS/SONY RECORDSから発売後、2007年6月20日にSony Music Associated Recordsから再発売。

## 概要
『SMASH』以来1年ぶりのアルバム。先行シングル「D・A・M・E」を収録。
TUBEはこの年から新曲のリリース、ライブなどの活動が一部を除いて夏期のみになったため、1993年まで春と夏はTUBE、秋と冬はソロと並行して作品のリリース、ライブなどの活動が行われた。
春畑道哉は前田ソロのアルバムでは本作からUNI名義でクレジットされるようになった。
前田ソロのアルバムでは本作を最後にカセットテープの発売が打ち切られた。

## 音楽性
5曲目「玉ねぎの詩（うた）」冒頭部分はタイトルにある「玉ねぎ＝人生について」それ以降は矛盾・不純な世の中について歌っている。
CDのサイドキャップには「ほど良い加減で生きたいね 嗚呼人生ぶる〜ず」と記されている。

## 収録曲
- CDブックレットに記載されたクレジットを参照[4]。

| 全作詞: 前田亘輝。 |                        |          |               |           |      |
| #                  | タイトル               | 作詞     | 作曲          | 編曲      | 時間 |
| 1.                 | 「D・A・M・E」         | 前田亘輝 | 前田亘輝、UNI | M-Project | 5:19 |
| 2.                 | 「嗚呼人生ぶる〜ず」   | 前田亘輝 | 織田哲郎      | M-Project | 4:59 |
| 3.                 | 「Change of Pace」     | 前田亘輝 | UNI           | M-Project | 4:12 |
| 4.                 | 「DO YOU WANNA.....?」 | 前田亘輝 | 片山圭司      | 大堀薫    | 4:50 |
| 5.                 | 「玉ねぎの詩」         | 前田亘輝 | 前田亘輝      | M-Project | 3:26 |

| 全作詞: 前田亘輝。 |                             |           |           |           |      |
| #                  | タイトル                    | 作詞      | 作曲      | 編曲      | 時間 |
| 6.                 | 「TRAP WORLD」              | 前田亘輝  | 和泉一弥  | M-Project | 4:57 |
| 7.                 | 「天使に噛みつけ!」         | 前田亘輝  | UNI       | M-Project | 3:36 |
| 8.                 | 「Yesterday's Dream」       | 前田亘輝  | 和泉一弥  | M-Project | 4:52 |
| 9.                 | 「O.B. ZONE」               | 前田亘輝  | 片山圭司  | M-Project | 3:27 |
| 10.                | 「THE SUN WILL RISE AGAIN」 | 前田亘輝  | UNI       | M-Project | 6:14 |
| 合計時間:          | 合計時間:                   | 合計時間: | 合計時間: | 45:52     |      |

## スタッフ・クレジット
- CDブックレットに記載されたクレジットを参照[5]。

### 参加ミュージシャン
- 青山純 - ドラム
- 江口信夫 - ドラム
- 伊藤広規 - ベース
- 大堀薫 - ベース、プログラミング
- 渡辺直樹 - ベース
- 中島正雄 - ギター、ディレクター
- 増崎孝司 - ギター
- 松川敏也 (BLIZARD) - ギター
- 小野塚晃 - キーボード
- 坪倉唯子 (B.B.クィーンズ) - コーラス
- 片山圭司 - コーラス

### 録音スタッフ
- 長戸大幸 – プロデューサー
- 中島正雄 - ディレクター
- 小松久 - ディレクター
- 野村昌之 - レコーディング、ミックス
- 青木良樹 - アシスタント・エンジニア
- 蓬田尚紀 – アシスタント・エンジニア
- スタジオバードマン・ミキシング・チーム – アシスタント・エンジニア
- 笠井鉄平 – マスタリング・エンジニア

### 美術スタッフ
- 泉沢光雄 – アート・ディレクション、デザイン
- 山内順仁 – 写真撮影
- 十川ヒロコ – 衣装
- 吉田和則 – ヘアー、メイク・アップ

### その他スタッフ
- 津田敏忠 - マネージャー
- 橋爪健康 – エグゼクティブ・プロデューサー
- 菅原潤一 – エグゼクティブ・プロデューサー

## リリース日一覧
| No. | リリース日     | レーベル                       | 規格         | カタログ番号 | 備考                   |
| --- | -------------- | ------------------------------ | ------------ | ------------ | ---------------------- |
| 1   | 1990年12月21日 | CBS/SONY RECORDS               | CT           | CSTL-1622    |                        |
| 2   | 1990年12月21日 | CBS/SONY RECORDS               | CD           | CSCL-1622    |                        |
| 3   | 2007年6月20日  | Sony Music Associated Records  | CD           | AICL-1864    |                        |
| 4   | 2012年11月7日  | ソニー・ミュージックレーベルズ | ロスレスFLAC | -            | デジタル・ダウンロード |
| 5   | 2014年4月1日   | ソニー・ミュージックレーベルズ | AAC-LC       | -            | デジタル・ダウンロード |